# Bailleau-le-Pin
Bailleau-le-Pin är en kommun i departementet Eure-et-Loir i regionen Centre-Val de Loire strax norr om centrala Frankrike. Kommunen ligger i kantonen Illiers-Combray som tillhör arrondissementet Chartres. År 2022 hade Bailleau-le-Pin 1 645 invånare.

## Befolkningsutveckling
Antalet invånare i kommunen Bailleau-le-Pin
Referens:INSEE